# Ligier JS7
Chronologie des modèles (1978)
Ligier JS5 Ligier JS9
La Ligier JS7 est une monoplace de Formule 1, conçue par les ingénieurs français Gérard Ducarouge, Michel Beaujon et Robert Choulet, et engagée par l'écurie française Ligier du championnat du monde de Formule 1 1977 et des premières manches du championnat du monde de Formule 1 1978. Elle est pilotée par les Français Jacques Laffite et Jean-Pierre Jarier

## Historique
La Ligier JS7 est présentée en décembre 1976 au circuit du Castellet. Elle se distingue de sa devancière, la Ligier JS5 par un centre de gravité plus bas, la présence de deux prises d'air latérales et un poids allégé de deux kilogrammes,.
Le meilleur résultat obtenu par cette monoplace est une victoire décrochée par Jacques Laffite lors du Grand Prix de Suède : pourtant qualifié huitième, il profite de l'accrochage de Jody Scheckter et de John Watson pour s'extirper du peloton et rattraper Mario Andretti, longtemps meneur de la course,.
En 1978, la JS7 est remplacée par une version JS7/9 à l'occasion de trois épreuves, en attendant la finalisation de la Ligier JS9. Celle-ci se distingue par une nouvelle boîte de vitesses Hewland FGA 400 à six rapports. À son volant, Laffite obtient deux cinquième places, en Afrique du Sud et en Belgique.

## Résultats en championnat du monde de Formule 1
| Saison | Écurie         | Moteur         | Pneus    | Pilotes            | Courses | Courses | Courses | Courses | Courses | Courses | Courses | Courses | Courses | Courses | Courses | Courses | Courses | Courses | Courses | Courses | Courses | Points inscrits | Classement |
| Saison | Écurie         | Moteur         | Pneus    | Pilotes            | 1       | 2       | 3       | 4       | 5       | 6       | 7       | 8       | 9       | 10      | 11      | 12      | 13      | 14      | 15      | 16      | 17      | Points inscrits | Classement |
| ------ | -------------- | -------------- | -------- | ------------------ | ------- | ------- | ------- | ------- | ------- | ------- | ------- | ------- | ------- | ------- | ------- | ------- | ------- | ------- | ------- | ------- | ------- | --------------- | ---------- |
| 1977   | Ligier Gitanes | Matra MS76 V12 | Goodyear |                    | ARG     | BRÉ     | AFS     | USO     | ESP     | MON     | BEL     | SUÈ     | FRA     | GBR     | ALL     | AUT     | P-B     | ITA     | USA     | CAN     | JAP     | 18              | 8e         |
| 1977   | Ligier Gitanes | Matra MS76 V12 | Goodyear | Jacques Laffite    | Nc.     | Abd.    | Abd.    | 9e      | 7e      | 7e      | Abd.    | 1er     | 8e      | 6e      | Abd.    | Abd.    | 2e      | 8e      | 7e      | Abd.    | 5e      | 18              | 8e         |
| 1977   | Ligier Gitanes | Matra MS76 V12 | Goodyear | Jean-Pierre Jarier |         |         |         |         |         |         |         |         |         |         |         |         |         |         |         |         | Abd.    | 18              | 8e         |
| 1978   | Ligier Gitanes | Matra MS76 V12 | Goodyear |                    | ARG     | BRÉ     | AFS     | USO     | MON     | BEL     | ESP     | SUÈ     | FRA     | GBR     | ALL     | AUT     | P-B     | ITA     | USA     | CAN     |         | 19              | 6e         |
| 1978   | Ligier Gitanes | Matra MS76 V12 | Goodyear | Jacques Laffite    | 16e     | 9e      | 5e      | 5e      |         | 5e      |         | 7e      |         |         |         |         |         |         |         |         |         | 19              | 6e         |

Légende : ici 